# عبد الله بن عروة
عبد الله بن عروة بن الزبير بن العوام، أبو بكر المدني، الأسدي، القرشي (45 هـ - 125 هـ)، من أئمة الحديث الأفاضل وهو ثقة ثبت.

## روايته للحديث النبوي
- روى عن: الحسين بن علي، وحكيم بن حزام، وعمه عبد الله بن الزبير، وعبد الله بن عمر بن الخطاب، وأبيه عروة بن الزبير فِي الصَّلَاة وَالنِّكَاح، والفرافصة بن عمير الحنفي، والنابغة الجعدي، وأبي مسلم الخولاني، وأبي هريرة، وجدته أسماء بنت أبي بكر.[2][3]
- روى عنه: أسامة بن زيد الليثي، وإسماعيل بن أمية، [4] وجعفر بن محمد بن خالد بن الزبير بن العوام، وحصين بن عبد الرحمن السلمي، وحماد بن عطيل بن فضالة بن رداد الليثي، وحماد بن موسى المدني، وحنظلة بن أبي سفيان الجمحي، والضحاك بن عثمان الحزامي، وعبد الله بن مصعب بن عبد الله بن الزبير، وعبد الملك بن جريج، وأخوه عبيد الله بن عروة بن الزبير، وعمارة بن غزية الأنصاري، وعمر بن صالح المدني، وابنه عمر بن عبد الله بن عروة، ومحمد بن مسلم بن شهاب الزهري، وابن أخيه محمد بن يحيى بن عروة بن الزبير، ومصعب بن ثابت بن عبد الله بن الزبير، ونافع بن أبي نعيم القارئ، وأخوه هشام بن عروة، وياسين بن معاذ الزيات، ويحيى بن عباد بن عبد الله بن الزبير، ويوسف بن يعقوب الماجشون، وأبو بكر بن إسحاق بن يسار أخو محمد بن إسحاق بن يسار، وأبو بكر الثقفي، يقال: إنه عبد الرزاق بن عمر الدمشقي الكبير.[3]

## ثناء العلماء عليه
أقوال علماء الجرح والتعديل فيه:
- قال أحمد بن شعيب النسائي: ثقة.
- قال ابن أبي حاتم الرازي: ثقة.
- قال ابن حجر العسقلاني: ثقة ثبت فاضل.
- قال الدارقطني: ثقة أحد الأثبات.
- قال الذهبي: من نبلاء قريش.